# Wydział Lekarski Uniwersytetu Lwowskiego
Wydział Lekarski Uniwersytetu Lwowskiego – wydział w ramach Uniwersytetu Lwowskiego we Lwowie.
Został otwarty w 1894 roku w ramach ówczesnego Uniwersytetu Franciszkańskiego. Twórcą wydziału był prof. Henryk Kadyi. Jego otwarcie oznaczało spadek liczby studentów Wydziału Lekarskiego Uniwersytetu Jagiellońskiego.
Po odzyskaniu przez Polskę niepodległości i przemianowaniu uniwersytetu w okresie II Rzeczypospolitej istniał Wydział Lekarski Uniwersytetu Jana Kazimierza we Lwowie.